# Swiss Jazz School
Die Swiss Jazz School in Bern (gegründet 1967) ist die erste autonome Jazzschule Europas, an der ein kontinuierlicher Jazzunterricht angeboten wurde.
Es gibt zwei Abteilungen:
- die allgemeine Schule bietet eine semi-professionelle Ausbildung im Bereich des Jazz und der jazzverwandten Stilrichtungen.
- die Hochschulabteilung gestattet in einem dreijährigen Studium einen Bachelor und im folgenden zweijährigen Studium einen Master in den Richtungen Lehrdiplom Jazz, Performance oder Arrangement-Komposition zu erlangen.

## Geschichte
1967 entstand die Swiss Jazz School auf Initiative der Berner Musiker Heinz Bigler und Tony Hostettler. Die Schule wurde zunächst durch das Freizeitwerk der Coop Bern getragen. Mit Joe Haider, Isla Eckinger und Peter Giger wirkten damals Musiker aus Biglers Umfeld als weitere Lehrer mit. Die Schule war erfolgreich und sprengte bald den Rahmen des Coop-Freizeitwerks. 1972 wurde sie daher als Swiss Jazz School zu einem selbständigen Lehrinstitut ausgebaut, das durch die Stadt und den Kanton Bern unterstützt wurde. Dabei wurde eine Unterteilung in eine Allgemeine Schule und eine Berufsschule vorgenommen. Seit 1998 ist der Berufsschulzweig dem Fachbereich Musik der damals neu geschaffenen Hochschule für Musik und Theater bzw. der daraus 2003 hervorgegangenen Hochschule der Künste Bern angegliedert.
Nach Bigler leiteten Vince Benedetti (1975), Fritz Pauer (1982), Joe Haider (1984) und George Robert (1995) die Schule. 2006 übernahm Valérie Portmann die in die Hochschule der Künste Bern gegliederte Berufsschule, ab 2018 Tom Arthurs.
Eugen Irniger leitete die Amateurausbildung; seit 2011 leitet Stewy von Wattenwyl die Schule.
Seit 1989 ist Bert Joris Trompetenlehrer an der Swiss Jazz School, deren Big Band er auch leitet.

## Ehemalige
Alumni sind unter anderen Buddy Casino, Samuel Rohrer, Dieter Ammann, Balz Bachmann, John Wolf Brennan, Andrea Centazzo, Christian Gutfleisch, Domenic Landolf, Elmar Frey, Jürg Solothurnmann, Bänz Oester, Dani Felber, Christoph Baumann, Dirk Dreßler, Christoph Grab, Simon Petermann und Jochen Baldes.